# Aleksandr Łogunow
Aleksandr Andriejewicz Łogunow (ros. Александр Андреевич Логунов; ur. 5 grudnia 1989 w Permie) – rosyjski matematyk, profesor Uniwersytetu Genewskiego. Zajmuje się analizą harmoniczną, teorią potencjału i równaniami różniczkowymi cząstkowymi.

## Życiorys
Studiował na Petersburskim Uniwersytecie Państwowym, gdzie w 2015 uzyskał też stopień doktora. Pracę zawodową rozpoczął na macierzystej uczelni, następnie przeniósł się do USA (pracował w Institute for Advanced Study i na Uniwersytecie Princeton), po czym został zatrudniony jako profesor na Uniwersytecie Genewskim.
Swoje prace publikował m.in. w „Geometric and Functional Analysis. GAFA”, „Annals of Mathematics” i „Duke Mathematical Journal".
W 2018 roku wygłosił wykład sekcyjny na Międzynarodowym Kongresie Matematyków w Rio de Janeiro, a w 2019 na konferencji Dynamics, Equations and Applications (DEA 2019). Laureat Clay Research Award (2017), Salem Prize (2018), Nagrody EMS (2020) i New Horizons in Mathematics Prize (2021).